# Miednyj Wsadnik Petersburg
Miednyj Wsadnik Petersburg (ros. «Медный всадник» Санкт-Петербург) – zespół szachowy z Petersburga, sześciokrotny mistrz kraju, trzykrotny zdobywca Pucharu Europy.

## Historia
Zespół został założony przez petersburską federację szachową pod nazwą FINEK w 2004 roku. W 2005 roku drużyna awansowała do Priemjer-Ligi. W debiutanckim sezonie klub spadł z najwyższej klasy rozgrywkowej, ale wrócił do niej w 2008 roku. W 2009 roku nastąpiła zmiana nazwy klubu na SPBSzF. W 2010 roku drużyna zdobyła wicemistrzostwo kraju, rok później – trzecie miejsce, a w 2012 roku ponownie wicemistrzostwo. W sezonie 2013 uzyskano pierwsze mistrzostwo kraju. Zawodnikami klubu byli wówczas m.in. Piotr Swidler, Nikita Witiugow i Leinier Domínguez. W latach 2014–2015 uzyskano trzecie miejsce. Także w 2015 roku dokonano zmiany nazwy klubu na „Miednyj Wsadnik”, nawiązującą do popularnej nazwy pomnika Piotra I, będącego jednym z symboli Petersburga. Rok 2016 zakończył się uzyskaniem drugiego tytułu mistrzowskiego. W latach 2018–2021 klub zdobył cztery tytuły mistrzowskie, a w 2022 roku uzyskano wicemistrzostwo. W 2023 roku drużyna nie uczestniczyła w mistrzostwach Rosji.
W 2008 roku klub zadebiutował w Pucharze Europy, zdobywają wówczas dziewiąte miejsce. W 2009 roku uzyskano czwartą pozycję, a rok później – dziesiątą. W 2011 roku drużyna wystawiona pod nazwą Sankt Petersburg, w składzie: Piotr Swidler, Nikita Witiugow, Siergiej Mowsesjan, Zachar Jefimenko, Wadim Zwiagincew, Ildar Chajrullin i Maksim Matłakow, uzyskała sześć zwycięstw (m.in. z Bosną Sarajewo, Tomsk-400 i Miką Erywań), remisując jedynie z OSG Baden-Baden. Dzięki tym wynikom rosyjski klub zdobył trofeum. W 2012 roku klub zajął drugie miejsce w rozgrywkach. Po piątej i dziewiątej pozycji w dwóch kolejnych latach, edycję z 2015 roku klub zakończył na trzecim miejscu, a rok później – na drugim. W 2018 roku zespół uzyskał drugie trofeum. W sezonie 2019 zajął trzecie miejsce, a w 2021 roku po raz trzeci wygrał Puchar Europy.
Klub dwukrotnie uczestniczył w Pucharze Europy kobiet, zajmując drugie miejsce w 2010 roku.

## Arcymistrzowie w historii klubu
| - Kiriłł Aleksiejenko - Ketewan Arachamia-Grant - Michaił Brodski - Bu Xiangzhi - Ildar Chajrullin - Viktorija Čmilytė-Nielsen - Maksim Czigajew - Leinier Domínguez - Władimir Fiedosiejew - Aleksiej Goganow - Wasyl Iwanczuk - Zachar Jefimenko - Wasilij Jemielin - Andriej Jesipienko - Denis Jewsiejew - Marat Makarow | - Maksim Matlakow - / Siergiej Mowsesjan - Jewgienij Najer - David Navara - Pawieł Ponkratow - Walerij Popow - Maxim Rodshtein - Konstantin Sakajew - Ivan Šarić - Monika Soćko - Piotr Swidler - Aleksandr Szimanow - Siergiej Tiwiakow - Maksim Turow - Nikita Witiugow - Wadim Zwiagincew |